# Nadagara scitilineata
Nadagara scitilineata là một loài bướm đêm trong họ Geometridae.